# 蘆洲忠義廟
25°04′53″N 121°27′42″E / 25.081469°N 121.461714°E
蘆洲忠義廟，是位於臺灣新北市蘆洲區忠義里的池府王爺廟，因建立二重疏洪道而從五股洲後村遷至蘆洲灰磘重劃區，並與洲子尾抗爭事件有關。

## 歷史沿革

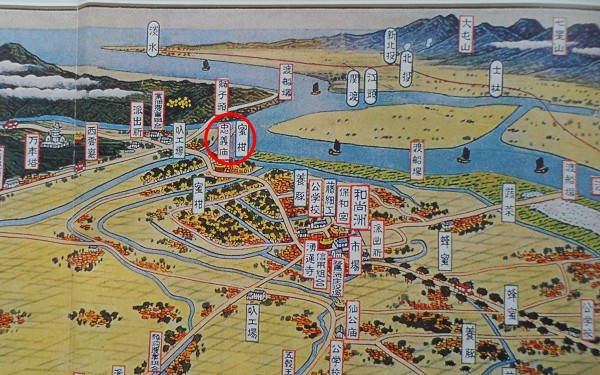
日治時期標示此廟地圖

日治時代1910年代建廟，廟地面積304.98平方公尺，主祀之池府王爺是從蘆洲保佑宮分靈而來。當時大正年間，村民集資鉅資添構各式雕梁畫棟、聘請藝師燒塑忠孝節義主題的交趾陶。
1914年，由陳西領、陳老閣等人倡議，自和尚洲保佑宮分靈池府王爺至五股洲子尾奉祀。始由信徒、爐主輪值管理，威靈顯赫，有求必應。1916年建廟，1919年安座，原稱池府王爺廟。
1926年8月經颱風損壞，地方士紳集資重建，更名為忠義廟，以表彰池府王爺忠君愛國、義氣佑民之意。
1964年，政府炸掉淡水河的五股獅子頭隘口，造成隔年海水倒灌進入洲後村，使全村四分之三土地變成一片沼澤，良田一夕間變成爛地，農民變成打漁維生的漁民。1973年，台北地區防洪計劃建議方案取代了1963年擬定的大漢溪改道塭子川案，開始計畫興建二重疏洪道。1970年代末期，政府宣布興闢二重疏洪道，洲後村民便以忠義廟為抗爭行動指揮所。拆除隊為順利拆掉忠義廟，半夜還灑汽油縱火。
1984年7月10日，臺灣省政府邀集有關單位會商決定，盡速拆除位於二重疏洪道出口的洲後村地上物。同月18日，一名洲子洋業主為爭取洲後村遷到五股洲子洋，便在洲後村分發告村民書，信裡指出忠義廟的轄區為五股，可是蘆洲本身也有大廟且民風強悍，洲子洋地區並無廟宇，還有清爽的農作地，若村民改選擇蘆洲灰磘地區，神祇會不快。但24日，忠義廟前的集會上，建設廳長黃鏡峰表示雖洲後村多數村民屬意遷到洲子洋，但處在洩洪區內較不安全，政府考慮再三，決定遷村地點改為灰磘，望村民能體諒政府的苦衷。8月10日，省府住都局奉命搭建忠義廟臨時廟宇。同月20日，《聯合報》記者高惠宇、楊憲宏前往洲後村，該地只剩下忠義廟未拆。22日清晨，臺北縣長林豐正、議長陳萬富、中國國民黨台北縣黨部主任委員林榮彬、台北縣團管區司令王漢民等，在廟祝的指示下，參加遷廟儀式，歷時一小時完成，然後將廟內約二十多座神像遷出，送往蘆洲鄉堤後地臨時廟內。因是公權力強制介入，拆除工程粗魯，廟裡大批交趾陶、木雕等文物剝下折損。《中國時報》記者孫廷龍認為，此次強迫拆遷是造成蘆洲政治由藍轉綠的關鍵。忠義廟遷到蘆洲長安街後，1992年間又擴建成今日規模。廟址是長安街106號，屬忠義里。灰磘重劃區就以此廟為發展起點。後來為開發南港子重劃區設立蘆洲第五所國小時，便引忠義廟為命名，以茲紀念。
1987年灰磘重磘區重劃區完工，忠義廟再遷至蘆洲長安街102巷3號安置。1990年由主委陳丕哲率先捐錢獻如今之廟地，地方仕紳善信有錢出錢有力出力，展開重建工程。
1996年總工程竣工，金碧輝煌的忠義廟成為重劃區之新地標與信仰中心，同年農曆十一月十四日舉行安座大典。
1999年12月31日，臺北縣政府將包括一、二百件的交趾陶、二對大型原木魚龍斗拱及許多木雕窗櫺、剪黏等文物歸還忠義廟，由管理委員陳建和負責清點接收。老廟公陳貞勇指出，這些斷頭、斷腳的交趾陶物歸原主後，廟方好不容易才找到板橋一位朱師傅協助修復，由於文物修繕繁複，進度緩慢。2002年7月24日（農曆六月十五），為配合當天的池府王爺誕辰日，廟方次日將部分文物展覽兩天。

## 神祇
- 正殿祀池府王爺、觀音佛祖、中壇元帥、廣澤尊王、虎爺

- 正殿左龕祀天上聖母、千里眼與順風耳、五文昌帝君

- 正殿右龕祀福德正神、池府夫人

- 神將龕祀秦叔寶、尉遲恭、千里眼、順風耳、東營張將軍、西營劉將軍、南營蕭將軍、北營連將軍、黑大將軍、白大將軍

- 太歲殿祀斗姥元君、六十太歲星君、殿前祀康元帥、趙元帥、池府大公子、池府二公子、池府三公子、池府四義子、田將軍、吳舍人等神將

- 福德宮祀福德正神、文財神、武財神

- 特殊性:為全台少數王爺廟中同時供奉王爺夫人、公子及其部將之廟宇。另，池公子、黑大將軍、白大將軍、田將軍、吳舍人等神將，為依據廈門馬巷元威殿池王開基祖廟紀錄所奉祀，為全台少見之神將。

## 祭祀慶典
- 正月十五:恭祝天官大帝聖誕，舉辦乞龜及求子燈

- 二月初二:恭祝福德正神聖誕，舉辦求發財金

- 六月十五:為與祖廟蘆洲保佑宮區隔，將王爺誕辰提前三天於六月十五舉行祝壽大典、繞境賜福

- 七月十四:配合湧蓮寺中元活動，放水燈接引四方孤魂接受普渡

- 七月十六:時逢鬼月，舉辦中元普渡法會

- 八月初二:恭祝福德正神聖誕，舉辦乞龜

- 安座紀念日:慶祝本廟安座紀念，於十一月十二至十四日，舉辦祈安禮斗法會三日

## 蘆洲忠義廟神將會
蘆洲忠義廟神將會成立於民國75年，神將頭由蘆洲真山軒林文智師傅所雕刻。
一開始蘆洲忠義廟神將會先雕刻
秦叔寶元帥和尉遲恭元帥→黑大將軍、白大將軍、千里眼將軍、順風耳將軍，→東營張將軍、南營蕭將軍、西營劉將軍、北營連將軍→康元帥和趙元帥。到了民國110年10月10日開光池府大公子、池府二公子、池府三公子、池府四義子、田將軍、吳舍人。目前共計18尊。

## 外部連結
- 蘆洲忠義廟池府王爺神將會IG專頁
- 蘆洲忠義廟的Facebook專頁